# Aram-Damasco
el Reino de Aram-Damasco (en siríaco clásico: ܐܪܡ-ܕܪܡܣܘܩ) fue un Estado arameo establecido alrededor de su capital, Damasco, en Siria, desde finales del siglo XII a. C. al 732 a. C. Junto con varios territorios tribales, estuvo limitada en sus últimos años por las entidades políticas de Asiria al norte, Amón al sur e Israel al oeste.

## Historia
Las fuentes que atestiguan la existencia de este Estado provienen de textos arameos, anales asirios y la Biblia hebrea. Los más numerosos son los asirios, aunque existen diferentes copias de los mismos textos, principalmente anales de los reyes asirios Salmanasar III, Adad-Nirari III y Tiglatpileser III. En los mismos, se menciona a Aram-Damasco desde una perspectiva asiria con información de la fuerza del Estado y los nombres de varios de sus gobernantes.
Las inscripciones reales arameas son raras, identificándose solo una estela real de Aram-Damasco, la Estela de Tel Dan. Otras fuentes en arameo que han arrojado luz sobre su historia incluyen dos "inscripciones de botín" de Eretria y de la isla de Samos y la estela de Zakkur. 
La Biblia hebrea proporciona unos relatos más detallados de la historia de Aram-Damasco, sobre todo en sus contactos con Israel. Por ejemplo, hay textos que mencionan las batallas de David contra los arameos en el sur de Siria en el siglo X a. C. Sin embargo, las fuentes de la historia temprana de Aram-Damasco son casi inexistentes. Por uno de los anales de Tiglat-Pileser I (1114-1076 a. C.), nos enteramos de que los arameos comenzaron asentarse en la mitad sur de Siria.
Los primeros datos fiables se pueden encontrar en el siglo IX a. C., cuando en textos arameos, asirios y hebreos se menciona un Estado con capital en Damasco. El Estado parece haber alcanzado su máximo esplendor a finales del siglo IX a. C., bajo el mando de Hazael, quien, según los textos asirios, luchó contra ellos, de acuerdo a los textos arameos, y tuvo cierta influencia sobre el Estado de Unqi, en el norte de Siria, además de haber conquistado Israel según los textos hebreos. Hacia el suroeste, Aram-Damasco alcanzó la mayor parte del Golán hasta el Mar de Galilea.
En el siglo VIII a. C., el rey Rezín había sido vasallo de Tiglatpileser III, rey de Asiria. En c. 732 a. C., se alió con Peka, rey de Israel, para atacar a Acaz, rey de Judá. Sin embargo, Acaz pidió ayuda a Tiglatpileser III, por lo que Judá debió pagar un tributo al rey de Asiria. Como resultado de todo esto, Tiglatpileser saqueó Damasco y se anexó Aram. Según 2 Reyes 16:09, su población fue deportada y Rezín ejecutado. Tiglatpileser también registró estas acciones en una de sus inscripciones.
Las evidencias arqueológicas de Aram-Damasco son mínimas. Las excavaciones en Damasco siempre han sido difíciles de realizar, debido a los continuos asentamientos en la ciudad. Otras ciudades de Aram-Damasco han sido difíciles de identificar positivamente a partir de fuentes textuales y las excavaciones sobre la Edad del Hierro de sitios arqueológicos en los alrededores de Damasco han sido casi inexistentes. La cultura material de los sitios más al sur (por ejemplo Tell-Ashtara, Tell er-Rumeith, et-Tell, Tel-Dan o Tell el-Oreme, por nombrar solo algunos) no muestran muchos rasgos distintivos de la cultura material del norte de Israel.

## Reyes de Aram-Damasco
- Ben-Hadad I 885-865 a.  C.
- Hadadezer 880-842 a. C.
- Hazael 842-805 o 796 a. C.
- Ben-Hadad III 796-792 a. C.
- Rezín ?-732 a. C.